# Dirk Stahmann
Dirk Stahmann (* 23. März 1958 in Magdeburg) ist ein ehemaliger deutscher Fußballspieler. In der höchsten Spielklasse des DDR-Fußballs, der Oberliga, spielte er für den 1. FC Magdeburg. Für die DDR-Nationalelf absolvierte er 46 Spiele.

## Sportliche Laufbahn

### Gemeinschafts-, Club- und Vereinsstationen
Stahmann verbrachte seine gesamte aktive Laufbahn im Fußballsport beim 1. FC Magdeburg. Nachdem er seit 1967 alle Nachwuchsmannschaften des Klubs durchlaufen hatte und 1975/76 in der 2. Mannschaft erstmals im überregionalen Männerfußball in der zweitklassigen Liga auflief, wurde er beim Auswärts-1:1 im Pokalhalbfinalrückspiel beim BFC Dynamo am 25. März 1978 als 20-Jähriger erstmals in der 1. Mannschaft der Magdeburger eingesetzt. Als der 1. FCM einen Monat später den FDGB-Pokal 1978 gewann, gehörte Stahmann, der Spielpraxis auch im Nachwuchsoberligaaufgebot sammelte, allerdings nicht zum Aufgebot. Auch beim Pokalgewinn 1979 wurde der gelernte Maschinenbauer nicht im Endspiel aufgeboten, erst als der 1. FCM am 4. Juni 1983 zum dritten Mal in Stahmanns aktiver Laufbahn Pokalsieger wurde, war er am 4:0-Endspielsieg über den FC Karl-Marx-Stadt beteiligt. Von den 55 Spielen der Magdeburger in den nationalen Pokalwettbewerben absolvierte Stahmann 42 Begegnungen, in denen er neun Tore erzielte. Mit dem 1. FC Magdeburg absolvierte er 21 Spiele im Europapokal, in denen ihm zwei Treffer gelangen. Hier war er in der Saison 1978/79 am erfolgreichsten, als er mit den Magdeburgern bis in das Viertelfinale des Pokalsiegerwettbewerbs vorstieß.

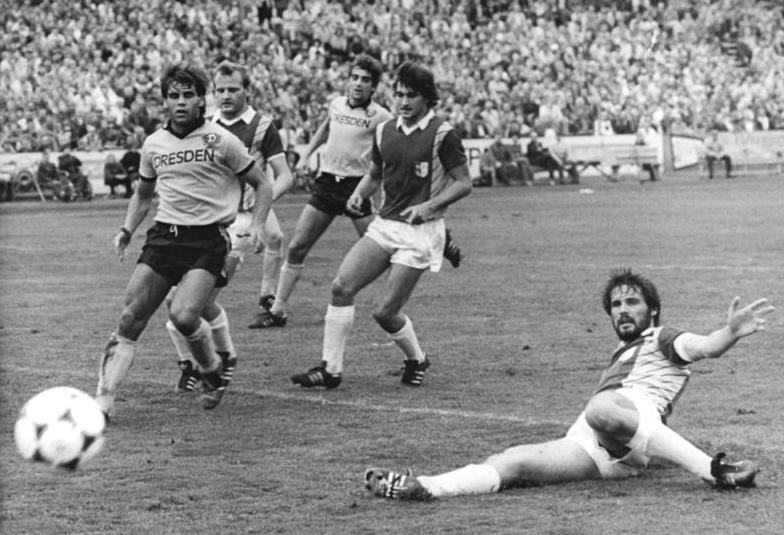
Dirk Stahmann (rechts) am Boden im Oberligaalltag (1986)

In der DDR-Meisterschaft kam der 1977 zum Oberligakader zählende Stahmann nie zu Titelehren. Bei seinem Eintritt in das Oberligateam hatte der 1. FC Magdeburg seine besten Meisterschaftsjahre bereits hinter sich. Zwei Bronzeränge in den Jahren 1981 und 1990 sind die besten Resultate, die Stahmann in der DDR-Oberliga erreichte. Über Jahre hatte der 1,93 Meter große Abwehrspieler die Position des Liberos bei den Elbestädtern inne, von 1985 bis 1994 war er Mannschaftskapitän. Zwischen 1978 und 1991 bestritt er in der DDR-Oberliga 278 Punktspiele und erzielte dort 33 Tore. Im DFB-Spielbetrieb kamen bis 1994 noch weitere 50 Punktspiele mit 14 Toren in der damals drittklassigen Amateur-Oberliga hinzu. Nach 30 Spielen und zehn Treffern im Spieljahr 1991/92 setzte der frühere Auswahlakteur ein Jahr aus und kam Fußball-Oberliga Nordost 1993/94 noch einmal auf vier Tore in 20 Begegnungen. Sein letztes Pflichtspiel für den 1. FC Magdeburg absolvierte Stahmann am 1. Mai 1994 im Punktspiel der NOFV-Amateur-Oberliga in Berlin bei den Amateuren von Hertha BSC (2:1 für den FCM).

### Auswahleinsätze
Zu Auswahlehren kam Stahmann zunächst in der DDR-Nachwuchsnationalelf. Mit ihr wurde der FCM-Verteidiger 1980 Vizeeuropameister, wirkte allerdings nur im Finalhinspiel als Einwechselspieler gegen die Sowjetunion (0:0, dann 0:1 im Rückspiel ohne Stahmann) für wenige Minuten mit. Insgesamt wurde Stahmann in 18 offiziellen Länderspielen der ostdeutschen U-21 eingesetzt und dies bis 1987 auch weit nach dem Überschreiten der eigentlichen Altersbeschränkung.
Am 2. März 1982 wurde Stahmann erstmals in der A-Nationalmannschaft der DDR aufgeboten. In Bagdad spielte er auf der Position des zentralen Verteidigers, auf der er sich sofort einen Stammplatz eroberte. Ab 1984 spielte er wie in Magdeburg Libero und behielt diese Position bis zu seinem 46. und letzten Länderspiel am 15. November 1989, der 0:3-Niederlage gegen Österreich im entscheidenden WM-Qualifikationsspiel für das Turnier in Italien.
In den Jahren 1983 und 1984 wurde Stahmann in sieben der acht Qualifikationsspiele der DDR-Olympiaauswahl eingesetzt. Die Mannschaft erkämpfte sich zwar das Ticket für das olympische Fußballturnier 1984 in Los Angeles, doch der Boykott vieler sozialistischen Länder, darunter der DDR, verhinderte auch für Stahmann und seine Teamkameraden die Teilnahme an Spielen in den USA.

## Weiterer Werdegang
Nach einem 27-jährigen Leben mit dem Fußball wandte sich Stahmann dem Berufsleben zu und wurde Verkaufsberater bei einem Magdeburger Autohaus. Als Vereinsmitglied hielt er jedoch die Verbindung zum 1. FC Magdeburg weiterhin aufrecht und trat auch noch mit der Traditionsmannschaft auf. Im März 2009 wurde Stahmann zum 29. Ehrenmitglied des Klubs berufen.